# Абдуллаев, Аскер Алекпер оглы
Аске́р Алекпе́р оглы́ Абдулла́ев (азерб. Əsgər Ələkbər oğlu Abdullayev; 1 января 1927, село Эйвазлы, Кубатлинский район, Азербайджанская ССР — 15 апреля 1998, Баку, Азербайджан) — советский и азербайджанский инженер-электрик, учёный, доктор технических наук (1969), лауреат Государственной премии СССР (1969), член-корреспондент Академии наук Азербайджанской ССР (1969), профессор (1970), лауреат премии Совета Министров СССР (1988).

## Биография
Аскер Абдуллаев родился 1 января 1927 года в селе Эйвазлы Кубатлинского района Азербайджанской ССР. Окончил среднюю школу в 1943 году. В 1949 году закончил энергетический факультет Азербайджанского индустриального института. После непродолжительной работы в Институте энергетики академии наук Азербайджанской ССР — аспирантура в Институте автоматики и телемеханики (ИАТ) Академии наук СССР.
В 1953 году под руководством  М. А. Айзермана защитил кандидатскую диссертацию на тему автоматизации нефтедобычи в компрессорных скважинах, работая в ИАТ в должности младшего научного сотрудника (1951-1954). Член КПСС с 1953 года. В 1954 году в рамках Института нефтяного машиностроения «АЗИНМАШ» А. А. Абдуллаев руководил лабораторией автоматики и телемеханики и под его руководством были начаты работы по комплексной автоматизации на нефтепромыслах Азербайджана. С 1956 года — старший научный сотрудник.
В 1957—1959 зам. директора, в 1959—1985 годах — директор научно-исследовательского и проектного института (НИПИ) «Нефтехимавтомат». В 1985—1994 годах — генеральный директор научно-производственного объединения (НПО) «Нефтьгазавтомат» в составе: НИПИ «Нефтехимавтомат» (головная организация), Али-Байрамлинские заводы «Приборов», «Промышленная автоматика и телемеханика», Бакинский завод «Геофизприбор». Суммарное количество сотрудников объединения составляло около 2000 человек.
Скончался 15 апреля 1998 года в городе Баку в Азербайджане.

## Научная деятельность
Результаты научной деятельности А. А. Абдуллаева отражены в 19 книгах и брошюрах, более чем 200 статьях и 70 изобретениях. Принимал участие в докладах на международных конференциях, в том числе в США (Бостон — 1975 год, Аляска — 1987 год), Нидерланды (Гаага) − 1977 год, Венгрия (Будапешт) — 1982 год.
По мнению заместителя министра приборостроения средств автоматизации и систем управления СССР Е. Б. Смирнова труды А. А. Абдуллаева «обогатили теорию и практику автоматизации управления в нефтяной и газовой промышленности, заложили основы системного многоуровневого и многоконтурного подхода к автоматизации нефтяной промышленности на базе единого технического, информационного и организационного обеспечения.». В. А. Трапезников (академик, почётный директор института проблем управления) и И. В. Прангишвили (академик АН ГССР, директор института проблем управления) отмечали, что «им и его научной школой созданы общие принципы управления процессами переработки сырья углеводородного состава, развито новое направление — структурная адаптация при оценке параметров моделей технологических объектов управления»; «разработаны теоретические основы построения автоматизированных систем управления объединениями и предприятиями нефтедобычи и созданы информационно-управляющие комплексы. Разработаны теоретические и практические основы автоматизации и управления объектами транспорта и хранения нефти и нефтепродуктов.».

## Научно-педагогическая деятельность
А. А. Абдуллаевым подготовлено более 40 кандидатов технических наук, несколько докторов наук. Он читал лекции в АзИНЕФТЕХИМ, написал учебник и по теории автоматического управления.

## Звания, степени и награды
- 1953 — кандидат технических наук[11][12]
- 1966 — орден «Знак Почёта»[1]
- 1969 — лауреат Государственной премии СССР — за участие (в качестве руководителя работы) в создании и широком внедрении систем и комплекса средств для автоматизации нефтяных промыслов Азербайджана[13][14]
- 1969 — доктор технических наук[2]
- 1969 — член-корреспондент Академии наук Азербайджанской ССР[11][12]
- 1970 — профессор Академии наук Азербайджанской ССР[11][12]
- 1970 — медаль «За трудовую доблесть»[1][11][12]
- 1971 — орден «Трудового Красного Знамени»[1][11][12]
- 1972 — заслуженный инженер Азербайджанской ССР[11][12]
- 1976 — орден Октябрьской Революции[1][11][12]
- 1988 — лауреат премии Совета Министров СССР[1][11][12]

## Память
В конце 2007 года, к восьмидесятилетию со дня рождения А. А. Абдуллаева, бакинское издательство «Наука» выпустило библиографическую книгу «Аскер Абдуллаев — 80» в серии «Азербайджанские деятели науки и культуры».

## Избранные монографии и статьи
- А. А. Абдуллаев. Из опыта проектирования комплексной автоматизации нефтедобывающих предприятий Азербайджана // Нефтяное хозяйство : журнал. — 1960. — № 7. — ISSN 0028-2448. Архивировано из оригинала 20 октября 2016 года.
- А. А. Абдуллаев, Р. А. Алиев, Г. М. Уланов. Принципы построения автоматизированных систем управления промышленными предприятиями с непрерывным характером производства / акад. Б. Н. Петров. — М.: «Энергия», 1975. — 438 с.
- А. А. Абдуллаев, Т. Г. Рзаев. Идентификация сложных химико-технологических процессов как элементов химического предприятия с иерархической структурой // Известия АН Азерб. ССР : журнал. — Баку, 1975. — № 6.[17]
- А. А. Абдуллаев, Р. Г. Гасанов. Унифицированная система автоматической реализации задач АСУ по заданным параметрам. — М.: ЦНИИТЭ Приборостроения, 1977.[18]
- А. А. Абдуллаев, Э. М. Джафаров. Частотный критерий устойчивости СПС с запаздыванием // Автоматика и телемеханика : журнал. — 1979. — № 6. — С. 198—205. — ISSN 0005-2310. Архивировано из оригинала 20 октября 2016 года.
- А. А. Абдуллаев, Т. Г. Рзаев. Опыт применения методов декомпозиции в решении задачи календарного планирования интегрированных АСУ нефтехимическими предприятиями. Тезисы докладов Всесоюзной конференции исследования методов оптимизации в текущем планировании и оперативном управлении производством // М.. — 1979.[19]
- А. А. Абдуллаев, А. А. Джавадов, А. А. Левин, И. А. Набиев. Телемеханические комплексы для нефтяной промышленности. — М.: «Недра», 1982. — 200 с.[20]
- А. А. Абдуллаев, Т. Г. Рзаев. Модель распределения функциональных задач в централизованной многоуровневой системе // Приборы и системы управления. — 1982. — № 12. — С. 23.[21]
- А. А. Абдуллаев, В. В. Бланк, В. А. Юфин. Контроль в процессах транспорта и хранения нефти и нефтепродуктов. — М.: «Недра», 1990. — 263 с. — ISBN 5-247-01318-2.[20]